# Michael Faraday
Pour les articles homonymes, voir Faraday.
Michael Faraday (Newington, 22 septembre 1791 - Hampton Court, 25 août 1867) est un physicien et chimiste britannique, connu pour ses travaux fondamentaux dans le domaine de l'électromagnétisme, l'électrochimie, l'induction électromagnétique, le diamagnétisme et l'électrolyse. Il donne son nom à de multiples lois et phénomènes dans ces domaines, notamment la loi de Faraday (ou Lenz-Faraday) en induction électromagnétique, les lois de Faraday en électrochimie, l'effet Faraday, ou encore à des dispositifs expérimentaux comme la cage de Faraday et la cavité de Faraday. Le farad, unité de capacité électrique, est également nommée en son honneur.

## Biographie

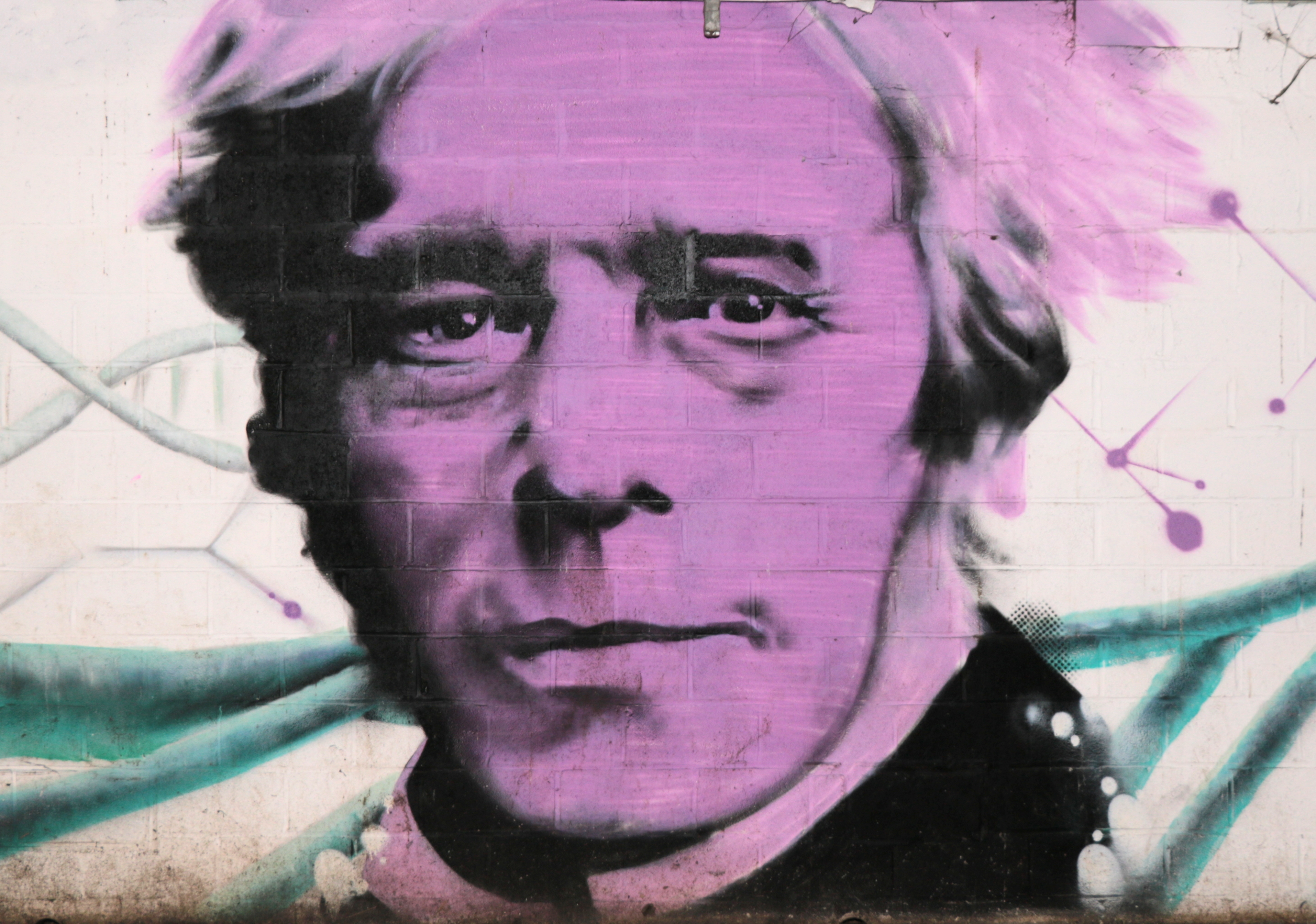
Peinture murale sous la place des Sciences à Louvain-la-Neuve.

### Jeunes années
Michael Faraday naît le 22 septembre 1791, à Newington Butts, une bourgade du Surrey (Angleterre), aujourd'hui intégrée dans le Grand Londres. Sa famille, pauvre, appartient à une secte, les sandemaniens, issus de l'Église d'Écosse. Son père, James Faraday, a été le forgeron du village de Outhgill dans le Westmorland, d’où il a émigré vers 1790. Le jeune Michael, issu d’une fratrie de quatre enfants, ne reçoit qu’une éducation primaire, principalement du fait que ses capacités n'étaient pas conformes au système scolaire, très rigide, de cette époque (il ne parvenait pas à répéter simplement des choses comme on le lui demandait, il n'en comprenait pas l'intérêt).
Dès l'âge de 14 ans, il est apprenti auprès de George Riebau, un libraire-relieur et fait preuve de grands talents manuels et de curiosité : « apprenti, j'adorais lire les livres scientifiques qui me tombaient sous la main ». Parmi ceux-ci, mentionnons le livre d'Isaac Watts, L’amélioration de l’esprit, dont il tirera les « six principes de Faraday » et les livres de vulgarisation scientifiques de Jane Marcet, dont Conversations sur la chimie.

### Carrière scientifique
En 1812, un des clients de la librairie lui offre des places pour assister à des conférences de chimie du chimiste Sir Humphry Davy, membre de la Royal Institution et de la Royal Society. Faraday est très vite impressionné et fasciné par les travaux que mène Davy auquel il écrit, joignant à sa lettre un livre de 300 pages basé sur les notes prises lors des conférences. À la suite d'un accident de laboratoire, Davy est blessé à l’œil gauche et fait appel au jeune Faraday, fin 1812, pour lui servir de secrétaire.
Le 22 février 1813, à la suite d'une violente dispute avec un collègue, William Payne, assistant de laboratoire de la Royal Institution, est licencié. Faraday est embauché pour le remplacer à compter du 1er mars 1813.
Le 2 juin 1821, Michael Faraday se marie avec Sarah Barnard (1800-1879), rencontrée à l'église glasite, mariage resté sans enfant.
Il est élu à la Royal Society en 1824, et nommé directeur du laboratoire de cette institution en 1825. En juin 1832, l'université d'Oxford le nomme docteur honoris causa en droit civil. S'il accepte ce titre honoraire et universitaire, Faraday rejettera son anoblissement au titre de chevalier et refusera par deux fois l'honneur de devenir président de la Royal Society. En 1833, il est le premier titulaire de la chaire fullerienne de chimie (Fullerian professorship) à la Royal Institution, sans obligation d'enseigner.
Ses problèmes de mémoire de plus en plus nombreux ne l'empêchent pas de continuer son travail, de tout noter et de faire de remarquables découvertes.

### Fin de vie
En 1848, sur proposition du prince-consort, Albert de Saxe-Cobourg-Gotha, Michael Faraday se voit attribuer une maison dans Hampton Court, libre de toute servitude. Cette maison, connue comme étant celle du maître-maçon, est plus tard appelée Faraday House, et se trouve au numéro 37, dans Hampton Court Road. En 1858, Faraday prend sa retraite et l'habite définitivement. C'est là qu'il meurt, le 25 août 1867. Fondamentalement modeste, il avait refusé d'être enterré dans l'abbaye de Westminster (où une plaque, non loin de la tombe d'Isaac Newton, célèbre néanmoins sa mémoire) et sa tombe se trouve au cimetière de Highgate à Londres.

## Travaux et découvertes

### Électricité

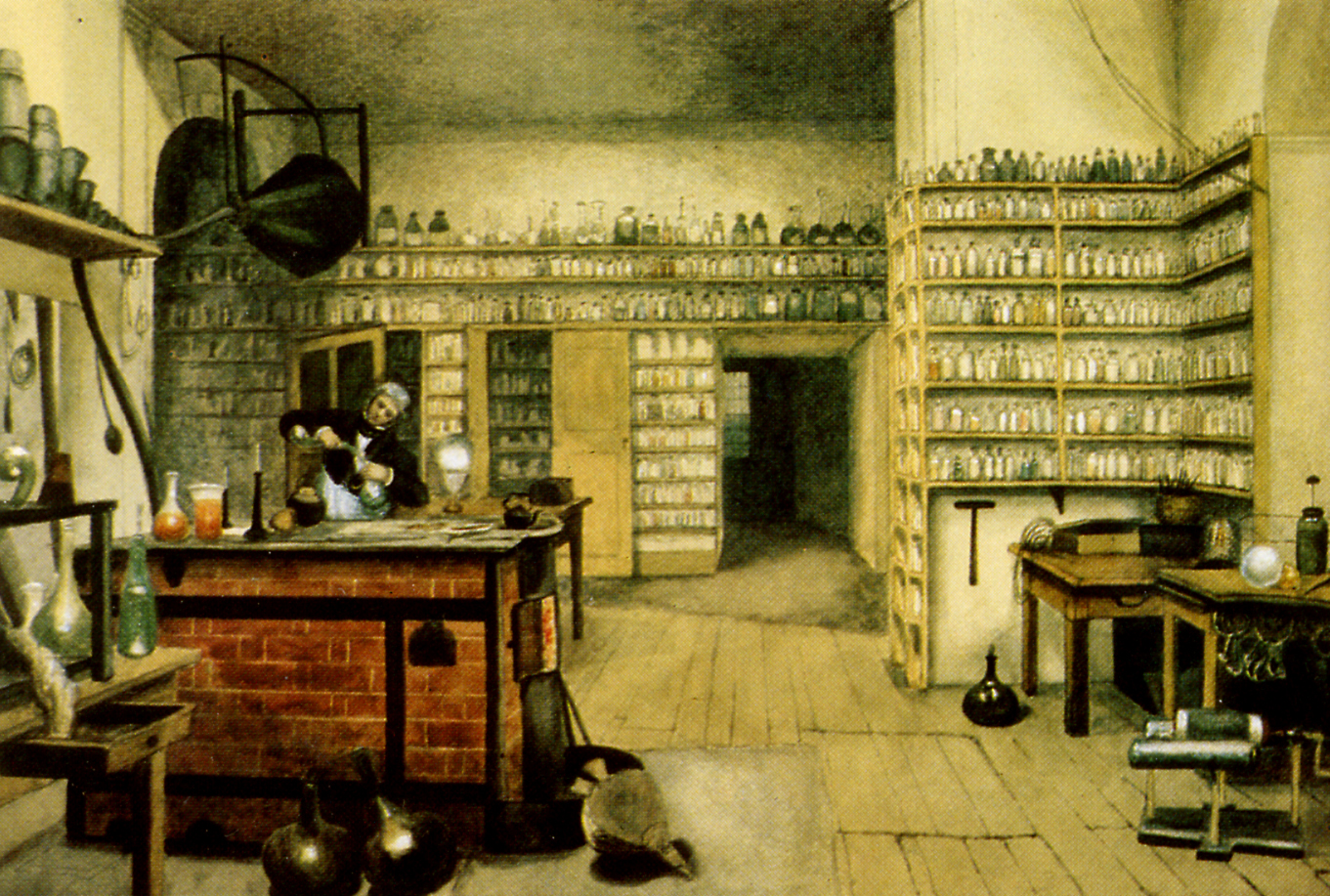
Michael Faraday dans son laboratoire.

Ses plus grands travaux concernent l'électricité. En 1821, après la découverte du phénomène de l'électromagnétisme par le chimiste danois Ørsted, Faraday inverse l'expérience du danois en construisant deux appareils pour produire ce qu'il appelle une rotation électromagnétique : lorsqu'un câble électrique, trempant dans un bain de mercure au milieu duquel est placé un aimant statique, est traversé par un courant électrique, le câble se met alors à tourner autour de l'aimant. Par ce mouvement circulaire continu d'une force magnétique autour d'un fil, Faraday fait la démonstration du moteur électrique.
Dix ans plus tard, en 1831, il commence une longue série d'expériences. Le 29 août 1831 il découvre l'induction électromagnétique. Ces expériences forment la base de la technologie électromagnétique moderne. Dans son travail sur le courant continu, Faraday démontre que la charge se situe seulement à l'extérieur d'un conducteur chargé, et que celle-ci n'a aucun effet sur ce qui peut être situé à l'intérieur : c'est l'effet de « blindage », utilisé dans la cage de Faraday.
Il a été l'un des principaux fondateurs de l'électrochimie en tant que discipline scientifique. En 1833, il introduit les termes d'anode, de cathode, d'anion, de cation et d'ion (sans pour autant connaître la notion de courant électrique, découverte plus tard par André-Marie Ampère).
Il a donné son nom au farad, l'unité SI de capacité électrique, ainsi qu'à une charge électrique, la constante de Faraday. Son portrait figure sur certains billets anglais de 20 livres.
Il a également donné son nom à l’instabilité de Faraday, mise en évidence en 1831, déclenchée lorsqu'un bain liquide est vibré verticalement avec une amplitude suffisamment importante. Lorsque cette instabilité est déclenchée, la surface du liquide se réorganise et des ondes de surface sous-harmoniques apparaissent...

### Chimie

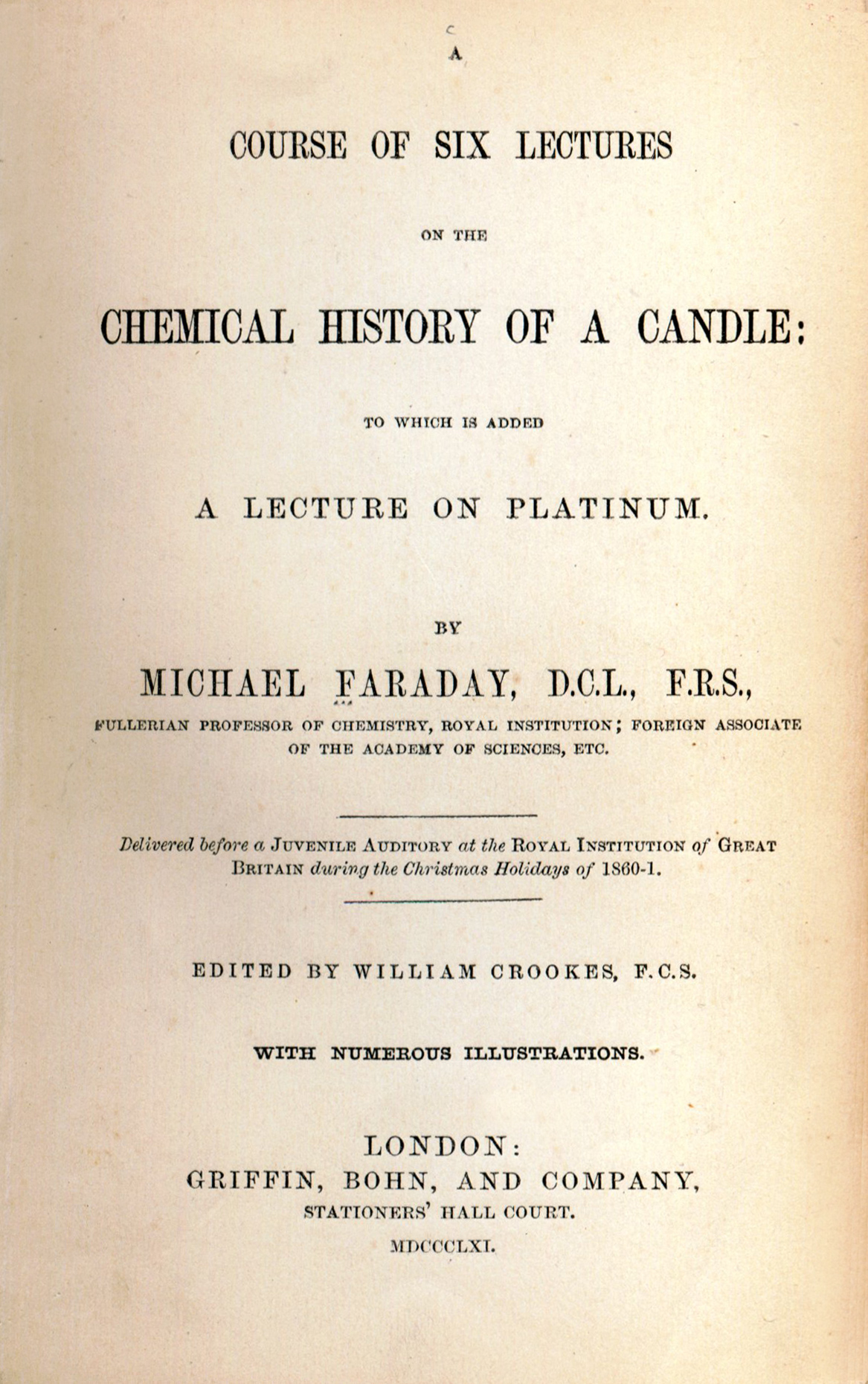
Page de garde de L'Histoire chimique d'une chandelle (1861).

Faraday réalise ses premières expériences en chimie alors qu'il est assistant de Humphry Davy. En étudiant le chlore il découvre deux nouveaux chlorures de carbone. Il conduit des expériences sur l'effusion des gaz, un phénomène identifié par John Dalton et dont l'importance sera mise en lumière par Thomas Graham et Joseph Loschmidt. Il réussit la liquéfaction de quelques gaz naturels, dont le chlore. Il analyse différents alliages d'acier et obtient des nouveaux types de verres à usage optique. L'un d'entre eux deviendra important pour la science puisque c'est grâce à lui que Faraday identifie la rotation du plan de polarisation de la lumière quand le verre est placé dans un champ magnétique. Il s'attache aussi à la vulgarisation des méthodes d'analyse en chimie.
On lui doit encore d'avoir mis au point un modèle rudimentaire de brûleur à gaz qui deviendra le bec Bunsen, par la suite universellement utilisé dans les laboratoires,.
Faraday découvre, entre autres substances chimiques, le benzène et invente le système du nombre d'oxydation. En 1820, Faraday réussit la première synthèse des composés de carbone et de chlore, C2Cl6 et C2Cl4, résultats qu'il publie l'année suivante,,. Faraday définit la composition du clathrate de chlore qui avait été découvert par Humphry Davy en 1810,.
Faraday est le premier à mentionner l'existence de ce qui sera connu sous le vocable de nanoparticules métalliques. En 1847, il observe que les propriétés optiques du colloïde d'or diffèrent de celles du métal pur, observation que l'on pourrait considérer comme la naissance des nanosciences.

### Intérêts personnels
Faraday s’intéressait à la spiritualité et prit quelque temps la direction de la secte des sandemaniens, ce qui fait dire à Paul Valéry qu'il « porte deux hommes en lui ».

## Récompenses

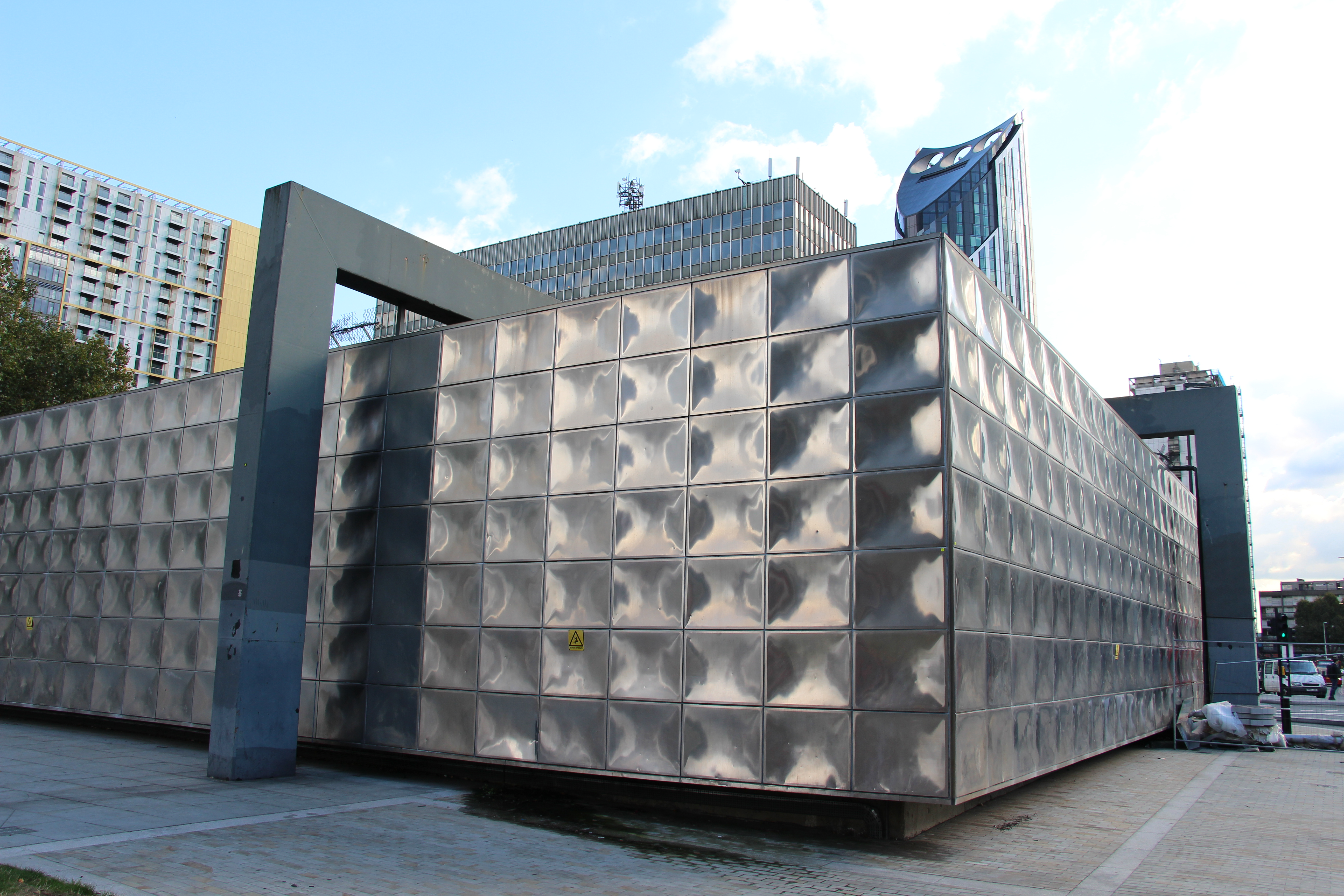
Mémorial Michael Faraday à Londres.

Le mentor et sponsor de Faraday était John « Mad Jack » Fuller (en), qui créa le « Fullerian Professorship » de chimie à la Royal Institution. Faraday fut le premier et le plus fameux des détenteurs de ce poste pour lequel il fut nommé à vie. La Royal Society lui décerne la médaille Copley en 1832 et 1838, et la médaille Rumford en 1846. Il est également lauréat de la Royal Medal en 1835 et 1846. Faraday fut également membre de l’Académie des sciences en France : élu correspondant pour la section de chimie le 22 septembre 1823, puis associé étranger le 23 décembre 1844.

## Autres hommages
- L'actuelle base antarctique Akademik Vernadsky a autrefois porté le nom de Michael Faraday.
- (37582) Faraday, astéroïde
- Depuis 1868, il existe une rue Faraday à Paris17e.
- Une peinture murale lui rend hommage dans la ville universitaire de Louvain-la-Neuve en Belgique, dans le parking situé sous la place des Sciences.
- Un personnage important du roman La faucheuse de Neal Shusterman est nommé d'après lui. C'est le mentor des deux jeunes apprentis faucheurs.

#### Bases de données et dictionnaires
- Ressources relatives à la recherche :   - Biodiversity Heritage Library
  - Institut Max-Planck d'histoire des sciences
  - Mathematics Genealogy Project
  - Scopus
- Ressources relatives aux beaux-arts :   - Bridgeman Art Library
  - British Museum
  - National Portrait Gallery
  - Royal Academy of Arts
- Ressource relative à la santé :   - Bibliothèque interuniversitaire de santé
- Notices dans des dictionnaires ou encyclopédies généralistes :   - Biografisch Portaal van Nederland
  - Britannica
  - Brockhaus
  - Den Store Danske Encyklopædi
  - Deutsche Biographie
  - Enciclopedia De Agostini
  - Gran Enciclopèdia Catalana
  - Hrvatska Enciklopedija
  - Internetowa encyklopedia PWN
  - Nationalencyklopedin
  - Oxford Dictionary of National Biography
  - Proleksis enciklopedija
  - Store norske leksikon
  - Treccani
  - Universalis
  - Visuotinė lietuvių enciklopedija
- Notices d'autorité :   - VIAF
  - ISNI
  - BnF (données)
  - IdRef
  - LCCN
  - GND
  - Italie
  - Japon
  - CiNii
  - Espagne
  - Belgique
  - Pays-Bas
  - Pologne
  - Israël
  - NUKAT
  - Catalogne
  - Suède
  - Australie
  - WorldCat